# Kilbesingen
Das Kilbesingen oder auch Kirbesingen (im Schiltacher Dialekt) ist ein alter, fast ausgestorbener Heischebrauch im Gebiet der alten Herrschaft Schramberg, heute Raumschaft Schramberg und den umliegenden Gemeinden.

## Zum Brauch
Das Kilbesingen geht sowohl auf eine alte Kirchweihtradition als auch auf die institutionalisierte Kirchweihe in der vorderösterreichischen Herrschaft Schramberg zurück. Noch heute wird in einigen Pfarrgemeinden der Raumschaft Schramberg, sowie der näheren Umgebung die Kilbe (Kirchweih) mit einem Kilbegottesdienst gefeiert.
Zum Beispiel wird auch in Tennenbronn, einer zu Schramberg gehörenden Gemeinde (10 km entfernt) das Kilbesingen seit je her immer noch ausgiebig praktiziert, oder auch in der nahegelegenen Stadt Schiltach.

### Das Kilbesingen
Vom Samstagabend vor der Schramberger Kirchweih im Oktober bis zum darauf folgenden Mittwochabend (wie es auch in einigen Kilbeliedern heißt) ziehen Kinder abends mit Laternen (und Rübengeistern) durch die Straßen von Schramberg und den umliegenden Dörfern und Städten und erhoffen sich, durch ihr „Kilbesingen“ ein paar Süßigkeiten d. h. traditionell Äpfel, Birnen, Walnüsse und Guzle zu verdienen. Auch Schokoriegel und andere Süßigkeiten werden gerne an die Kinder ausgegeben. Kleinere Kinder werden dabei von ihren Eltern begleitet. Das Gutsle (in Schiltach auch Gutsele) ist im Schwäbischen der Begriff für das Bonbon, aber auch für süße Teigwaren und kann aber auch jegliche andere Form von Süßigkeiten bezeichnen.

### Das Kilbesingen heute
Insgesamt ist der Brauch rückläufig, es besteht einerseits die Gefahr, dass der alte Brauch durch Halloween verdrängt wird, andererseits ist er oft bei zugezogenen Einwohnern unbekannt oder wird mit anderen Bräuchen verwechselt oder gleichgesetzt. In Lauterbach findet der alte Brauch noch etwas größeren Anklang als in den anderen Gemeinden. Dort werden auch nicht alle Lieder gesungen, die in den anderen Orten gesungen werden. Stattdessen hat man teilweise auch einige Kilbelieder. Auch in Schiltach gibt es jedes Jahr noch eine gewisse Anzahl an „Kirbesängern“.
Insbesondere in der Gemeinde Aichhalden ist in den 1990er Jahren eine abgeleitete Form, das sogenannte „Schnäpsle-Singen“ aufgetaucht. Eine zeitgenössische Form des Brauchs für junge Erwachsene, bei dem bei Zug von Haus zu Haus auf ein kurzes Getränk in geselliger Runde gehofft wird.

## Das Kilbelied
Das traditionell in der Raumschaft Schramberg gesungene Kilbelied lautet folgendermaßen:
- Wenn Kilbe isch, wenn Kilbe isch, no schiasst mein Vaddr an Bock. Un wenn mei Muddr gedanza goht, no fladdered ihra Rock. Haurock. (Wird in Lauterbach nicht gesungen)

- Hit isch Kilbe, moarn isch Kilbe, bis am Middwoch Obend. Wenn i zu meim Schäzele komm, no sag ich guada’n Obend. Guada’n Obend Schäzele, kauf mr au a Bräzele un an Schobba roda Woi. Morga soll mei Hochzeid sei.

- Ich geh’ mit meiner Laterne und meine Laterne mit mir. Dort oben leuchten die Sterne und unten leuchten wir. Mein Licht geht aus, wir geh’n nach Haus, ra bimmel ra bammel ra bum bum bum.

In Lauterbach und auch in Tennenbronn wird dagegen folgende Variante gesungen:
- Hit isch Kilbe, moarn isch Kilbe, bis am Middwoch Obend. Un wenn i zu meim Schäzele komm, no sag ich guada’n Obend. Guada’n Obend Schäzele, hosch mr au a Bräzele, mir oas, dir oas bloß de beese Kindr koas. Traditionell singen die Mädchen: bloß de beese Buaba koas und die Jungen : bloß de beese Maidle koas.

- Der <Name> isch an guada Mo, hot Sunndigshos am Werkdig a, hot Werkdigshos am Sunndig a, der <Name> isch an guada Mo.

In den meisten Gemeinden rund um Schramberg ist zudem als letztes Lied, bevor es die Süßigkeiten gibt, noch das folgende verbreitet:
- Küachle raus, Küachle raus, oder i werf an Stoa ans Haus, Zucker druff, Zucker druff, oder i steig am Fenster nuff!

In Schiltach, mit seinem besonderen, in der Umgebung isolierten Dialekt, wird eine weitere abweichende Version gesungen:
- Hit isch Kirbe morg'h isch Kirbe bis am Mittwoch Ohbed. Und wenn i zu meim Schätzle komm dann sag i gude Nobed. Gud'h Nobed Schätzele gib m'r doch a Brätzele un a Schob'h Wei, das i wieder luschdig bei.

- Kirchle raus, Kirchle raus oder i schlag a Loch ins Haus. Zugger druff, Zugger druff oder i schdeig am Fenschder nuff.

- Ich geh’ mit meiner Laterne und meine Laterne mit mir, dort oben leuchten die Sterne und unten leuchten wir. Das Licht geht aus, wir gehen nach Haus, rabimmel rabammel rabum bumbum. Das Licht geht aus, wir gehen nach Haus rabimel rabammel rabum.

Im Hegau (in Engen und den Dörfern um Engen) singen Kinder mit hohlen Kürbissen oder Rüben vom dritten Samstag im Oktober bis zum darauffolgenden Dienstag: Hit isch Kirbi, moan isch Kirbi bis zum Zischtig z'Obed und wenn i zu mim Schätzele kumm, denn sag i: Guete N'Obed, guete n'Obed Schätzele, häsch mer au ä Bretzele und en guete Wii, dass mer kennet luschtig si.
In Furtwangen geht das Lied so:
- Hit isch Kilwi, morge isch Kilwi bis am Tsischdig Obe un wenn i zu de 'Lisabeth gang dann sag i guete N'obe. Guete N'obe Lisabeth, sag mir wo di Bettstadt steht. Hinterm Ofä an de Wand, Kierchle bache isch kei Schand.